# Leitenbergerové
Leitenbergerové byla úspěšná podnikatelská rodina na severu Čech. Rod pocházel z Telče, kde na náměstí vlastnili dům jako Litohorští a živili se barvením textilu. Tato činnost je také přivedla na sever Čech, kde změnili příjmení do současného německého tvaru. Leitenbergerové vybudovali řadu továren na potisk tkanin, stáli u zrodu prvního hasičského spolku v Čechách, uplatnili se v politice, byli povýšeni do rytířského stavu.

## Zjednodušený rozrod
- František Leitenberger, Levín
  - Johann Josef Leitenberger 1730-1802, Verneřice
    - Franc (František) Leitenberger 1761-1825, Kosmonosy, Josefův Důl
      - Bedrich Leitenberger, Kosmonosy, Josefův Důl
        - Bedřich František Leitenberger 1837-1899, Josefův Důl 
          - JUDr.Bedřich Josef Leitenberger 1864-1904, Kosmonosy, Usingen

    - Ignác Leitenberger, Zákupy
      - Eduard Leitenberger +1871, Zákupy
      - Ferdinand Leitenberger 1799-1869, Zákupy, voják a hasič

    - Hermann (1776-1843)
    - Mansued (1777-1856))
    - Thomas (1784-1806))

## Významní členové rodiny

### Johann Josef Leitenberger

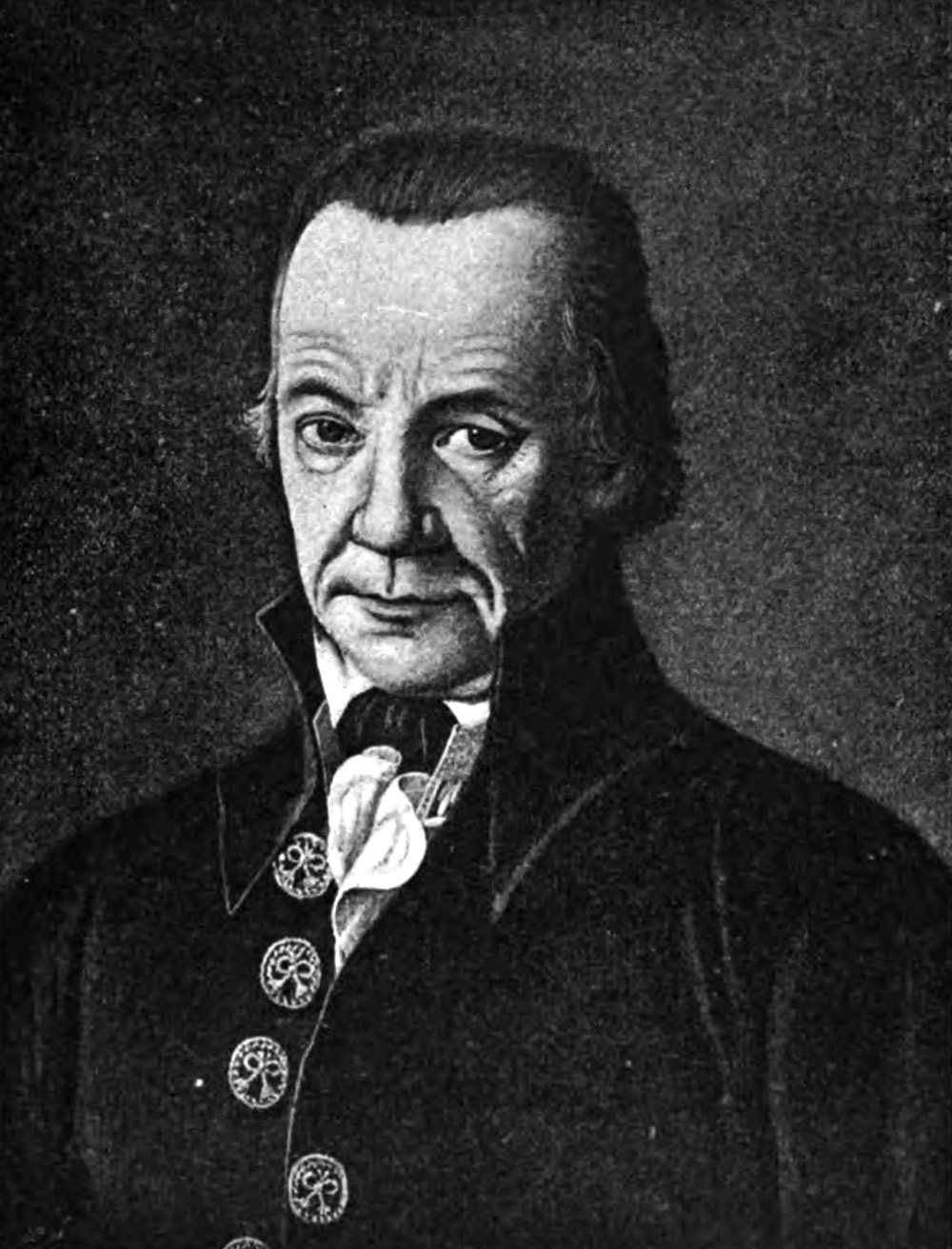
Johann Josef Leitenberger

Narodil se 27. března 1730 v Levíně na Litoměřicku do rodiny, která se barvení textilu věnovala od poloviny 17. století. Jeho otec František se až roku 1750 dokázal vykoupit z nevolnictví. Měl 12 dětí. Po ukončení obecné školy se Johann učil v barvířské dílně svého otce a pak odešel na tehdy obvyklý tovaryšský vandr pro získání zkušeností. Procestoval země rakouského mocnářství, Německo, Švýcarsko, Nizozemí a byl i ve Španělsku. Pak se nechal zaměstnat jako dělník v Augsburgu v dílnách barvení látek Johanna Heinricha Schüleho. Po získání zkušeností se vrátil do Čech. Zvolil Verneřice u Děčína, kde v domě č. 131 založil svou první barvírnu s potiskem látek. Byl úspěšný, prodej barvených látek měl odbyt. Zde se i roku 1758 oženil s Marií Elisabet Reitländerovou, dcerou jeho domácího, původem z Levína. Od tchána převzal roku 1764 dílnu. V roce 1770 si ve Verneřicích postavil svou první manufakturu. Místo modrotisku začal tisknout barevně na kartony, prodeje zboží mu rostly. Při požáru městečka roku 1774 mu manufaktura shořela. O rok později se rozhodl si postavit větší továrnu se sušárnou a sklady. Látky získával přes faktory od domácích tkalců, přízi odebíral v řadě přádelen. Jednu z přádelen pro 500 dělníků si postavil i v Praze, další měl v řadě měst po Čechách. Ve své verneřické továrně zaměstnával stovku dělníků a také děti, pro které nechal zřídit tovární večerní školu. Jeho úspěšnou továrnu navštívil i císař Josef II. Zaváděl zde v roce 1797 nové anglické stroje i nové výrobní postupy (nový stroj se nazýval Leitenbergerina) pro omezení ruční výroby. O jeho výrobcích se vyjadřoval pochvalně český tisk. Byl prvním v Čechách, kdo zvládl vícebarevný a stálý tisk. Roku 1792 pro své továrny získal tzv. tovární privilegium. Na továrnách měl znak – císařského orla a nápis C. a k. privilegovaná továrna. Aby omezil svou závislost a finanční náročnost, založil si i svou kolonii tesařů, kteří mu vyráběli tkalcovské stavy a tiskařské stoly.

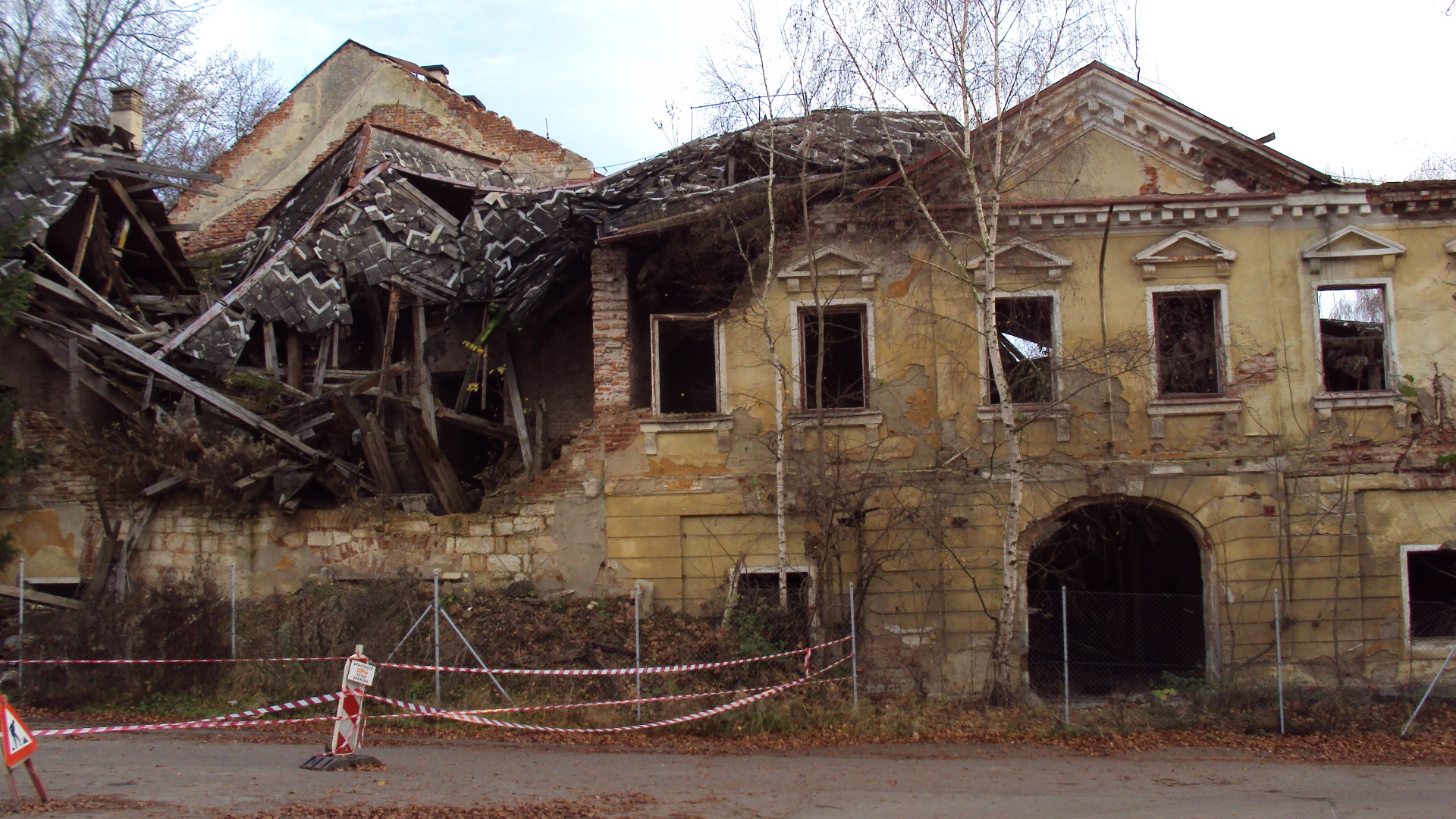
Rodinné sídlo v Nových Zákupech je dnes ruinou

Továrna ve Verneřicích měla nedostatek vody, nedala se více rozšiřovat a proto se rozhodl postavit si jinde novou. Navíc měl syny. Zvolil nejdříve dvůr Zelená louka u Úštěku, kde si roku 1773 postavil druhou barvírnu, pak se (roku 1786) rozhodl pro Zákupy. Najal si zprvu budovy předzámčí, kde založil další barvírnu. Sloužila mu do roku 1799. Krátce po roce 1786 koupil dvůr v 2 km vzdálených Nových Zákupech, budovy přestavěl a už roku 1788 zde zahájil výrobu na 24 tiskařských stolech. V Nových Zákupech postavil i rodinné sídlo. Tři roky po zahájení výroby zde měl 50 tiskařských stolů s 400 dělníky. Navíc zadával práci pro 5000 domácích tkalců a předláků. Pro své dělníky ve Verneřicích a Zákupech vymohl osvobození od vojenské služby. Od mocnářství měl daňové úlevy.
Úspěšný podnikatel získal další privilegovanou továrnu roku 1793 v Kosmonosích a Josefově Dole u Mladé Boleslavi. Výrobu z Kosmonos převedl do Josefova Dolu a svěřil ji synovi Francovi (Františkovi). Zákupskou továrnu svěřil svému synovi Ignácovi, sám zůstával ve Verneřicích. Jeho rodina se tak stala koncem 18. století největšími průmyslníky v Čechách. Zemřel ve Verneřicích 30. května 1802 ve věku 72 let.

### Franz Leitenberger
Jeho otcem byl Johann Josef Leitenberger. Narodil se 29. června 1761 ve Verneřicích. V roce 1796 převzal od otce textilní továrnu v Josefově Dole, kterou rozšířil o budovy piaristického kláštera v Kosmonosech. I on byl úspěšný, dokázal své výrobky prodávat po Evropě. Od roku 1804 vedl továrnu se svým švagrem Ignácem z Orlanda a roku 1820 mu ji předal. O pět let později 7. dubna 1825 v Kosmonosích zemřel.

### Bedřich František Leitenberger
Narodil se 5. listopadu 1837 ve Vídni. Získal od otce roku 1854 továrnu, kterou později pojmenoval „Franz Leitenberger in Cosmanos“ v Josefově Dolu u Mladé Boleslavi. Dokázal ji rozšířit, prosperoval, skoupil v obci všechny pozemky a nemovitostí, sídlem mu byl zámek s velkým parkem. Postavil zde i rodinnou hrobku. Roku 1869 si nechal postavit svou plynárnu, vybudoval dvoutřídní školu s opatrovnou, byty pro zaměstnance, obchod, závodní jídelnu. V roce 1868 obdržel od císaře Řád železné koruny 3. třídy a rok poté byl jím povýšen do rytířského stavu. Roku 1873 se stal členem stavu svobodných pánů. Měl v modrém erbu zlaté kosmé dřevo s třemi modrými hvězdami V roce 1880 si postavil v Josefově Dole vedle továrny dodnes architektonicky ceněnou vilu. V roce 1884 postavil úzkorozchodnou železniční vlečku, která se napojila na trať Kralupy – Turnov. Zřídil pro své zaměstnance nemocenskou a penzijní pokladnu.
V roce 1890 koupil Bedřich František Josef Leitenberger pro svého syna JUDr. Bedřicha Josefa Leitenbergera panství Lysá nad Labem.
Zemřel zde 26. října 1899 ve věku necelých 62 let.

### Ignác Leitenberger
Byl mladším synem Johanna Josefa. Narodil se 18. dubna 1764 ve Verneřicích. Když jeho otec zemřel, převzal roku 1802 i formálně továrnu v Nových Zákupech a také byl úspěšný. V roce 1829 získala jeho nová metoda rytí válců tiskařských strojů zlatou medaili, roku 1831 byl oceněn na průmyslové výstavě v Praze. Jen v Nových Zákupech továrna na barevný tisk kartounů zaměstnávala 650 osob, část z nich pracovala ještě na ruční výrobě. V Nových Zákupech začal zaučovat i svého syna, Eduarda. Další jeho syn Ferdinand se stal vojákem z povolání. Ignác Leitenberger zemřel 26. prosince 1829 v Nových Zákupech.

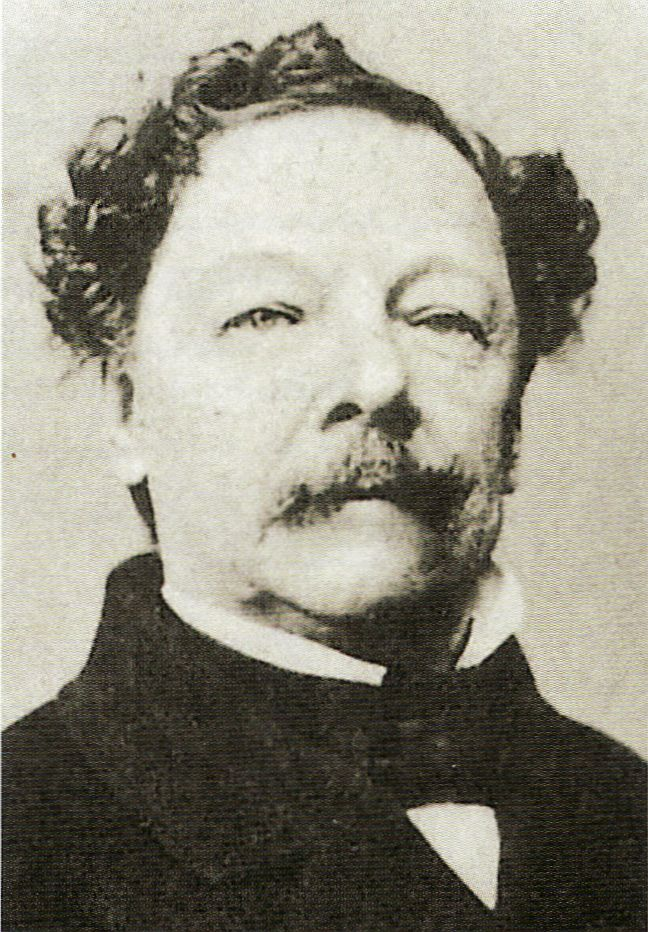
Ferdinand Leitenberger, zakladatel hasičského sboru

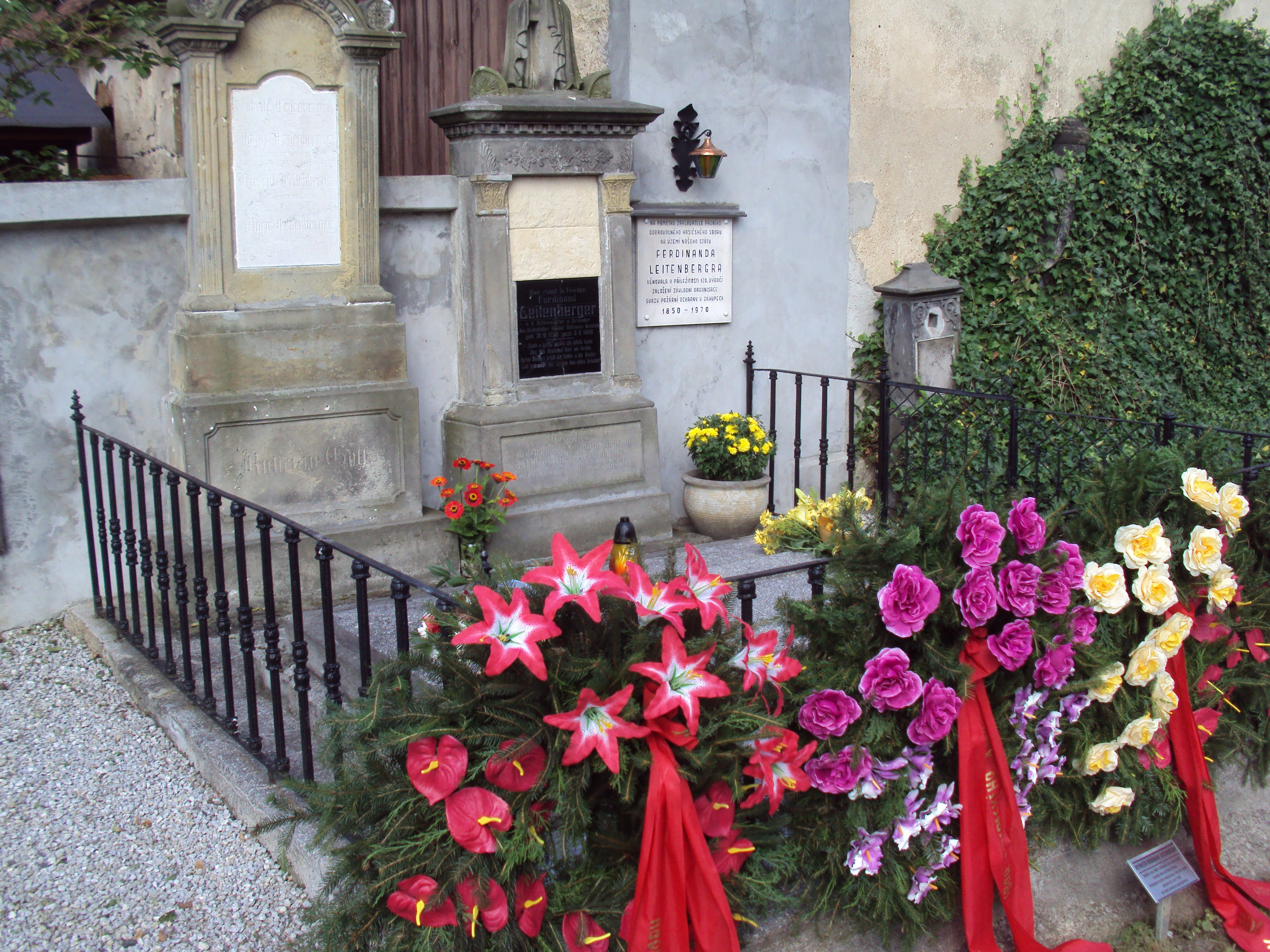
Hrob Ferdinanda při hasičských oslavách

### Ferdinand Leitenberger
Narodil se 30. června 1799 v Nových Zákupech. Jeho otcem byl továrník Ignác, bratrem Eduard Leitenberger.
Zvolil si dráhu vojenskou mimo Zákupy a dosáhl hodnost rytmistra. Když již byl důstojníkem v záloze, požádala ho roku 1850 městská rada v Zákupech o založení a zorganizování hasičského sboru. Byl založen jako první svého druhu v zemích Rakousko-Uherské monarchie.
V roce 1855 vydal tiskem příručku Dobrovolné hasičské sbory (Freiwilige Pompierskorps), která se stala návodem pro zakládání a vedení dalších jednotek v Čechách.
Zemřel v Zákupech 3. září 1869 a byl pochován na zákupském hřbitově.

### Eduard Leitenberger
Byl vnukem Josefa a synem Ignáce Leitenbergera. Narodil se 6. září 1794 v Nových Zákupech. Byl úspěšný jako chemik v oboru barviv, proto i oceněn roku 1833 členstvím v Jednotě pro povzbuzování průmyslu v Čechách. Svůj výzkum vydal knižně roku 1845. 
Nedařilo se mu na poli obchodním, v konkurenci neobstál. Získal sice další továrnu v Mimoni, ale pak se natolik zadlužil, že továrnu v Nových Zákupech musel roku 1852 prodat J. F. Feldnerovi. Ten ve výrobě nepokračoval.
Úspěšný byl Eduard jako politik. Stal se poradcem rakouského ministerstva zemědělství, průmyslu a obchodu a jednal na půdě frankfurtského parlamentu v roce 1848. Byl členem Průmyslového spolku v Liberci, kde zastupoval zájmy německých průmyslníků. V září 1848 byl v Liberci zvolen náhradníkem do frankfurtského sněmu. 
Zemřel ve svých 75 letech 25. ledna 1871 v Praze na Malé Straně.

## Podnikatelská činnost Leitenbergerových
Rodina Leitebergerů se v pěti generacích zaměřila na výrobu potiskování bavlněných tkanin.
V letech 1770  až 1905 dosáhl rodinný podnik mnoha úspěchů v tomto oboru a byl důležitou součástí hospodářství Habsburské monarchie.

### Aktivity zakladatele firmy
Johann Josef L.(nar. 1730) převzal v roce 1764 barvířskou dílnu svého tchána ve Verneřicích. V roce 1770 tam zřídil manufakturu s několika tkalcovskými stavy, tiskárnu kartounů a malou barevnu. Po požáru  v roce 1774 zvětšil v obnovené budově výrobní kapacitu na 16 tiskařských stolů, v roce 1785 tam zaměstnával asi 100 dělníků (a asi 2000 domáckých přadlen a tkalců).
Začátkem 70. let koupil v Úštěku zrušený jezuitský klášter a zřídil tam pobočný provoz s bělidlem a barevnou plátna. V té době zřídil také v Praze na Starém Městě manufakturu s 500 pracovníky na výrobu bavlněné příze (o době její existence není z dostupných publikací nic známo).
V roce 1786 koupil bývalý jezuitský dvůr v Nových Zákupech, který přestavěl na manufakturu s počátečním provozem 24 tiskařských stolů. 
V roce 1793 mu v  Josefově Dole u Kosmonos prodal šlechtic von Bolza manufakturu s tiskárnou (se 14 stoly), tkalcovnou a barevnou, která byla z finančních důvodů už několik let mimo provoz. V roce 1795 přikoupil v Kosmonosích budovu bývalého kláštera Piaristů. S cca 50 tiskařskými stoly ve svém podniku se pak podílel v té době s asi 12 % na celkové výrobní kapacitě textilních tiskáren v Čechách.
V roce 1797 byl ve Verneřicích instalován první mechanický dopřádací stroj na území Rakouské monarchie (kopie, které nechal zhotovit ve vlastní truhlárně běžely později také v Kosmonosech a v  Nových Zákupech).
Důsledné uplatnění odborných schopností a využití výhodných podmínek k získání nemovitostí (zrušené kláštery) přispělo k tomu, že se Johann Josef L. koncem 18. století stal největším výrobcem potiskovaných tkanin v Čechách a podle některých historiků největším průmyslníkem své doby v celé Habsburské monarchii.

### 2. generace
- V roce 1788 převzal manufakturu v Nových Zákupech Johannův mladší syn Ignaz (nar. 1764). K provozu patřila tiskárna s 24 stoly, tkalcovna a barevna, v roce 1791 zde pracovalo 400 dělníků a firma zaměstnávala asi 5000 domáckých tkalců a přadláků. Ignaz dále zvýšil výrobu a zaměstnával až 650 lidí.[22]
- Manufakturu v Josefově Dole vedl od roku 1793 nejstarší syn Franz (nar. 1761). V roce 1810 zde bylo na 50 tiskařských stolech a 10 dopřádacích strojích zaměstnáno 234 pracovníků. V roce 1818 bylo v provozu zaměstnáno 150 lidí na 100 stolech a 1 válcovém stroji.
- Mansued (nar. 1777) zdědil po otcově smrti kartounku ve Verneřicích a barevnu v Úštěku. [23] Po přechodných finančních potížích však museli Leitenbergerové v roce 1819 oba objekty prodat.[24]
- Thomas (nar. 1784) se měl podle otcovy závěti starat o další vývoj dopřádacích strojů, protože však ve 22 letech zemřel, převzal jeho dědictví starší bratr Hermann (nar. 1776)[19] V roce 1818 zaznamenala úřední statistika ve Verneřicích 9 až 24 mechanických dopřádacích strojů[19] a 1824 12 strojů,[25] později však byl provoz přádelny zastaven, protože kvalita příze nedosáhla úroveň anglické konkurence[26]

### 3. generace
- Josefův Důl vedl v letech 1814-1828 Franzův zeť Ignaz von Orlando, od roku 1829 převzali tiskárnu Franzovy děti Friedrich (nar. 1801) a Johanna (nar. 1795). Pod jménem Franz Leitenbergers Söhne bylo ve firmě v provozu asi 200 tiskařských stolů, 1 válcový stroj a jeden vzorovací stroj Leitenbergerovy vlastní konstrukce. Bylo tam zaměstnáno asi 400 lidí, mimo těch pro Leitenbergera pracovali početní domáčtí tkalci ve mzdě.[27] Firma dodávala ročně na trh až 600 000 metrů potiskovaných tkanin.[26] Do roku 1850 se výroba zvýšila na desetinásobek.[21]

- Kartounku v Nových Zákupech zdědil v roce 1829 Ignazův syn Eduard (nar. 1794) [28] Eduard byl sice velmi úspěšný jako zlepšovatel a vynálezce v tiskařském oboru, ale jako podnikatel neobstál v konkurenci a svou firmu musel v roce 1852 prodat.[22]

### 4. generace
Fridrich von Leitenberger (nar. 1837), synovec  Friedricha L. (nar. 1801) od roku 1858 převzal provoz Josefův Důl. V roce 1860 zde vyrobil 13 milionů metrů potiskovaných tkanin, v roce 1892 bylo v provozu 21 válcových strojů (z toho 10 na parní pohon,) se kterými vyrobil 17 milionů metrů, 15 % zboží šlo export (mimo monarchii). 
V roce 1868 dal do provozu přádelnu bavlny (s 54 000 vřeteny) a tkalcovnu (s 1150 tkacími stroji) v Hrádku nad Nisou, takže pak asi polovina tkanin k potiskování pocházela z vlastní výroby. V obou provozech bylo zaměstnáno asi 2000 lidí. 
Friedrich L. zavedl v podniku pro své zaměstnance ve své době vynikající systém nemocenského a důchodového pojištění, podporoval značnými finančními prostředky školu pro děti svých zaměstnanců, nechal zřídit podnikovou kantinu aj.

### 5. generace
Fridrich L. ml. (nar. 1862) vedl podnik po smrti svého otce Fridricha von L. v roce 1899, v roce 1904 přišel o život při automobilové nehodě. 
V roce 1905 převzala akciová společnost Cosmanos přádelnu a tkalcovnu v Hrádku nad Nisou, tiskárnu tkanin v Josefově Dole a zastoupení bývalé firmy Leitenberger ve Vídni a v Budapešti do svého vlastnictví.